# XPA
XPA (англ. XPA, DNA damage recognition and repair factor) – білок, який кодується однойменним геном, розташованим у людей на короткому плечі 9-ї хромосоми. Довжина поліпептидного ланцюга білка становить 273 амінокислот, а молекулярна маса — 31 368.
| 10         |  | 20         |  | 30         |  | 40         |  | 50         |
| ---------- |  | ---------- |  | ---------- |  | ---------- |  | ---------- |
| MAAADGALPE |  | AAALEQPAEL |  | PASVRASIER |  | KRQRALMLRQ |  | ARLAARPYSA |
| TAAAATGGMA |  | NVKAAPKIID |  | TGGGFILEEE |  | EEEEQKIGKV |  | VHQPGPVMEF |
| DYVICEECGK |  | EFMDSYLMNH |  | FDLPTCDNCR |  | DADDKHKLIT |  | KTEAKQEYLL |
| KDCDLEKREP |  | PLKFIVKKNP |  | HHSQWGDMKL |  | YLKLQIVKRS |  | LEVWGSQEAL |
| EEAKEVRQEN |  | REKMKQKKFD |  | KKVKELRRAV |  | RSSVWKRETI |  | VHQHEYGPEE |
| NLEDDMYRKT |  | CTMCGHELTY |  | EKM        |  |            |  |            |

A: Аланін

C: Цистеїн

D: Аспарагінова кислота

E: Глутамінова кислота

F: Фенілаланін

G: Гліцин

H: Гістидин

I: Ізолейцин

K: Лізин

L: Лейцин

M: Метіонін

N: Аспарагін

P: Пролін

Q: Глутамін

R: Аргінін

S: Серин

T: Треонін

V: Валін

W: Триптофан

Кодований геном білок за функцією належить до фосфопротеїнів. 
Задіяний у таких біологічних процесах, як пошкодження ДНК, репарація ДНК, ацетилювання. 
Білок має сайт для зв'язування з іонами металів, іоном цинку, ДНК. 
Локалізований у ядрі.